# Summer Music (Barber)
Pour les articles homonymes, voir Summer Music.
Summer Music, Op. 31, est une pièce pour quintette à vent de Samuel Barber composée en 1955-1956.

## Contexte
Samuel Barber a reçu en 1953 une commande de la Chamber Music Society of Detroit (en) pour écrire une pièce de musique pour instruments à cordes et instruments à vent. Barber s'est inspiré de certaines de ses œuvres antérieures, dont la pièce orchestrale inédite Horizon (1945), pour composer Summer Music. Prévu à l'origine comme un septuor pour trois bois, trois cordes et un piano, Summer Music s'est transformé en quintette à vent lorsque Barber a expérimenté certaines études d'accord écrites par le corniste John Barrows pour lui-même et ses collègues du New York Woodwind Quintet (en) .
Le 20 mars 1956, dans le cadre de la douzième saison de la Chamber Music Society, la première de Summer Music a eu lieu au Detroit Institute of Arts, interprétée par les musiciens du premier pupitre du Detroit Symphony Orchestra : James Pellerite (flûte), Arno Mariotti (hautbois), Albert Luconi (clarinette), Charles Sirard (basson) et Ray Alonge (cor). La représentation a été accueillie chaleureusement par le public, son succès étant partiellement attribuable à l'investissement du public dans la pièce. Au lieu d'une commission, Barber accepta les dons du public, la Chamber Music Society se portant garante pour un minimum de 2 000 $.
Summer Music est la seule composition de chambre de Barber pour instruments à vent, et est devenue un élément de base du répertoire du quintette à vent.

## Analyse
Summer Music met en valeur chaque instrument du quintette à vent pour lequel il a été composé, à savoir la flûte, le hautbois, le basson, la clarinette et le cor. La pièce est écrite en un seul mouvement, et a été décrite comme allant de lyrique et paresseuse à énergique et contrapuntique.